# Hohentwiel (Naturschutzgebiet)

Naturschutzgebiet

Das Gebiet Hohentwiel ist ein mit Verordnung vom 29. März 2004 ausgewiesenes Naturschutzgebiet (NSG-Nummer 3.268) im baden-württembergischen Landkreis Konstanz in Deutschland.

## Lage
Das rund 138 Hektar große Naturschutzgebiet „Hohentwiel“ gehört naturräumlich zum Hegau. Es umgibt den namensgebenden Hohentwiel auf dem Gebiet der Gemeinde Hilzingen und der Stadt Singen. Das Gebiet liegt etwa anderthalb Kilometer westlich der Singener Stadtmitte, auf einer Höhe von ungefähr 440 bis zu 686 m ü. NHN. Das Naturschutzgebiet wird durch ein dienendes Landschaftsschutzgebiet ergänzt, dessen sieben Teilgebieten weitere Flächen im Umfeld des Naturschutzgebiets sowie die Festungsruine und die Domäne umfassen.

## Geologie
Geologisch liegt der Hohentwiel in einer Einheit, die den Hegau und den westlichen Bodensee umfasst. Die verschiedenen Schichten der Umgebung sind durch Sedimentation entstanden. Durch die Entstehung der Alpen begannen vulkanische Aktivitäten in der Region. Ein Rest davon ist als großer Schlot der mit Deckentuff verfüllte Ur-Hohentwiel. An dessen Ostrand ragt der Phonolith als weiteres vulkanisches Zeugnis in die Höhe.

## Schutzzweck
Wesentlicher Schutzzweck ist „die Erhaltung des Gebietes als vielfältiger Naturraum von besonderer Eigenart und Schönheit und als Bereich ungewöhnlich vielfältiger Lebensgemeinschaften.
Schutzzweck ist auch die Erhaltung, Pflege und Entwicklung des Gebietes
- als geomorphologisch einzigartigem vulkanischem Kegelberg des Hegaus mit landschaftsbestimmender Wirkung, mit seinem abwechslungsreichen Mosaik aus naturnahen Wald- und Gebüschgesellschaften, offenen Schutthalden und Felsfluren, Trocken- und Halbtrockenrasen sowie beweideten Grünlandgesellschaften von großer Eigenart, Schönheit und wissenschaftlichem Wert
- als Lebensraum zahlreicher gefährdeter und teilweise vom Aussterben bedrohter Tier- und Pflanzenarten, insbesondere einer reichen, wärmeliebenden Reliktflora und Reliktfauna

Schutzzweck ist auch die Erhaltung der Arten und Lebensräume, die Teil des Europäischen ökologischen Netzes Natura 2000 sind, insbesondere die Kalk-Pionierrasen, die Kalkschutthalden. die Kalk-Magerrasen, die Schlucht- und Hangmischwälder (prioritärer Lebensraumtyp), die natürlichen und naturnahen Kalkfelsen und ihre Felsspaltenvegetation, sowie Arten der Vogelschutzrichtlinie.“

## Zusammenhang mit anderen Schutzgebieten
Mit dem Naturschutzgebiet „Hohentwiel“ sind die Landschaftsschutzgebiete „Hegau“ (3.35.004), das FFH-Gebiet „Westlicher Hegau“ (DE-8218-341) sowie das Vogelschutzgebiet „Hohentwiel/Hohenkrähen“ (DE-8218-401) als zusammenhängende Schutzgebiete ausgewiesen.

## Flora und Fauna

### Flora
Folgende, im Naturschutzgebiet „Hohentwiel“ erfasste und nach Ordnungen sortierte Pflanzenarten (Auswahl) sind laut der Roten Liste gefährdeter Arten „gefährdet“ oder „stark gefährdet“:

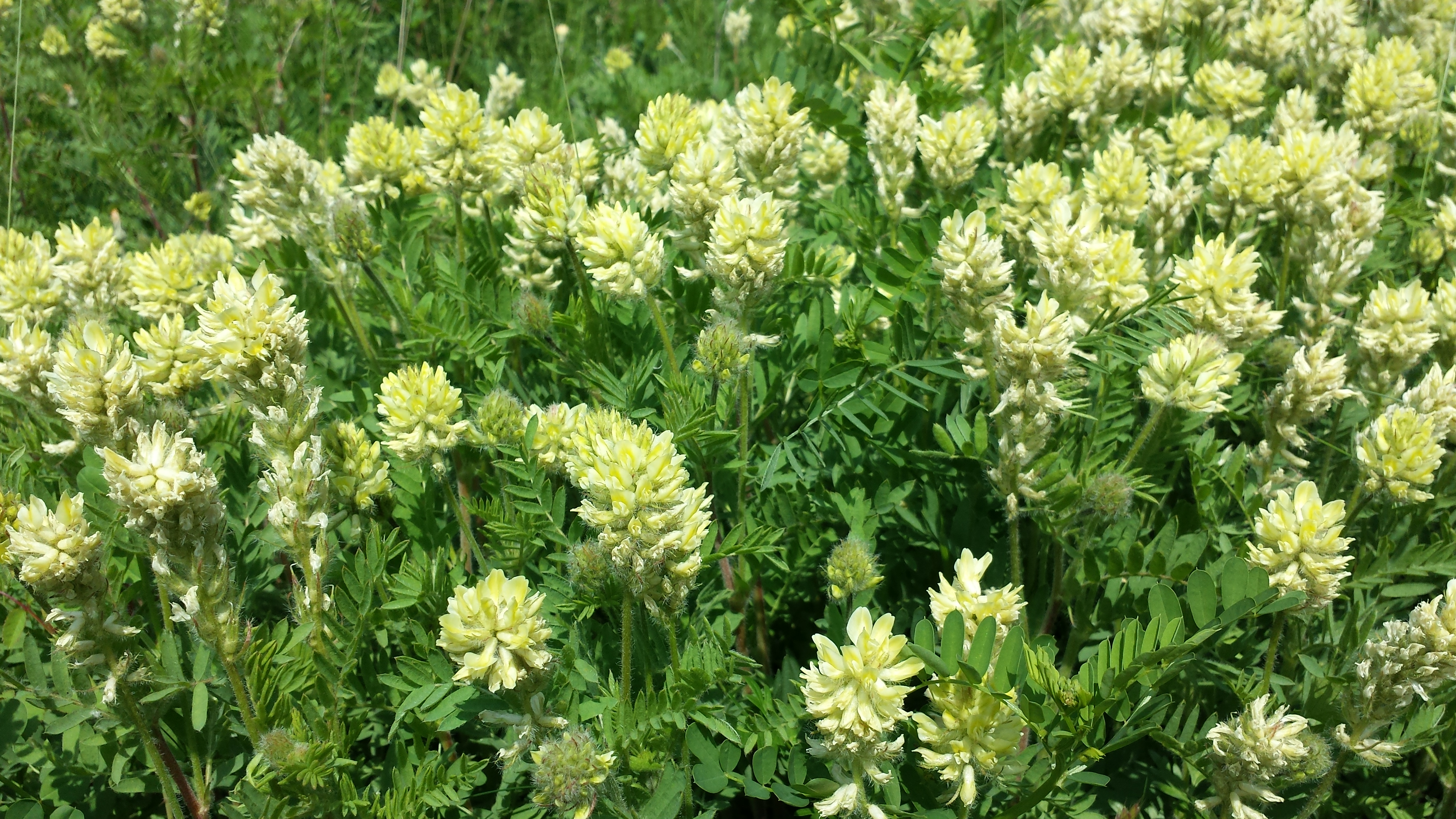
Zottiger Spitzkiel

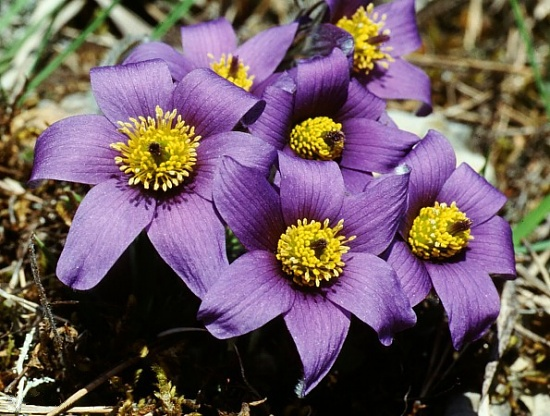
Gewöhnliche Kuhschelle

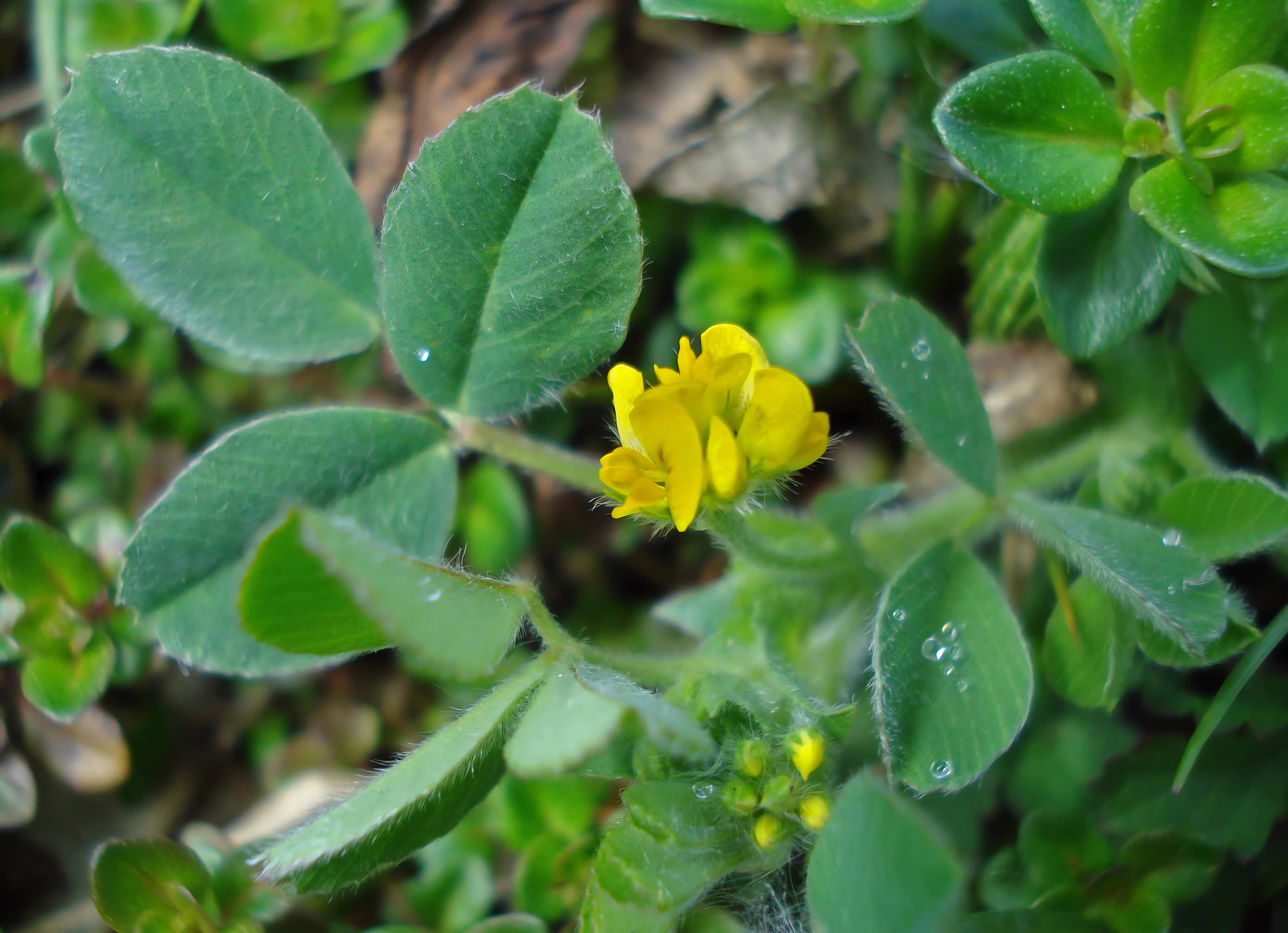
Zwerg-Schneckenklee

| Asternartige (Asterales) Eselsdistel (Onopordum acanthium) Gold-Aster (Galatella linosyris) Hahnenfußartige (Ranunculales) Gewöhnliche Kuhschelle (Pulsatilla vulgaris) Kreuzblütlerartige (Brassicales) Berg-Steinkraut (Alyssum montanum) Turmgänsekresse (Arabis turrita) Lippenblütlerartige (Lamiales) Ähriger Ehrenpreis (Veronica spicata) Gamander-Sommerwurz (Orobanche teucrii) Thymian-Sommerwurz (Orobanche alba) Trauben-Gamander (Teucrium botrys) Malpighienartige (Malpighiales) Schmalblättriger Lein (Linum tenuifolium) Nelkenartige (Caryophyllales) Ohrlöffel-Leimkraut (Silene otites) Pfingstnelke (Dianthus gratianopolitanus) | Rosenartige (Rosales) Graues Fingerkraut (Potentilla inclinata) Raublättrige Rose (Rosa jundzillii) Schmetterlingsblütenartige (Fabales) Behaartfrüchtige Platterbse (Lathyrus hirsutus) Zottiger Spitzkiel (Oxytropis pilosa) Zwerg-Schneckenklee (Medicago minima) Seifenbaumartige (Sapindales) Weinraute (Ruta graveolens) Spargelartige (Asparagales) Berg-Lauch (Allium montanum) Blasses Knabenkraut (Orchis pallens) Männliches Knabenkraut (Orchis mascula) Traubige Graslilie (Anthericum liliago) Süßgrasartige (Poales) Bartgras (Bothriochloa ischaemum) |

### Fauna
Folgende Tierarten (Auswahl) sind im Naturschutzgebiet „Hohentwiel“ erfasst:

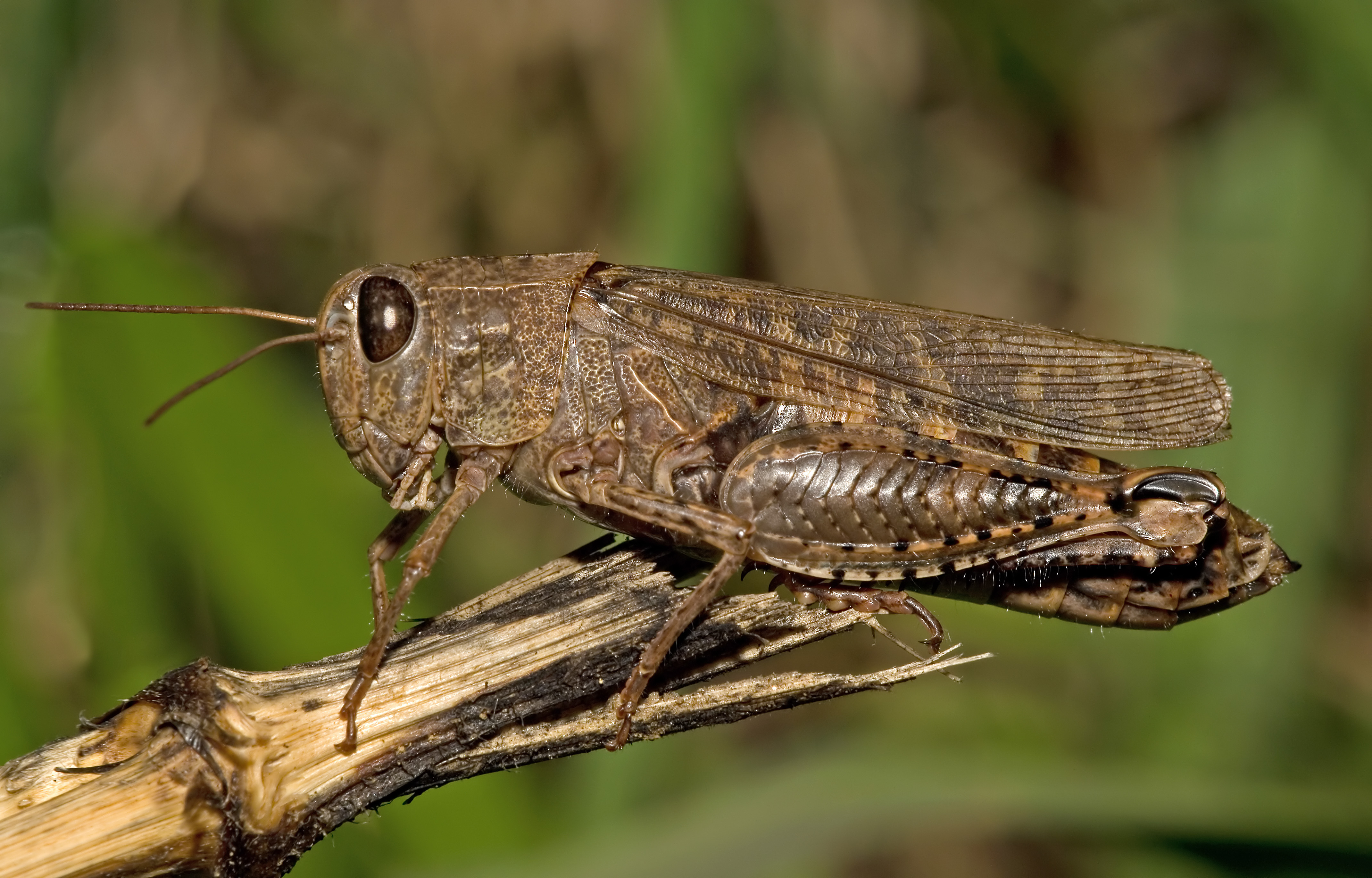
Ital. Schönschrecke

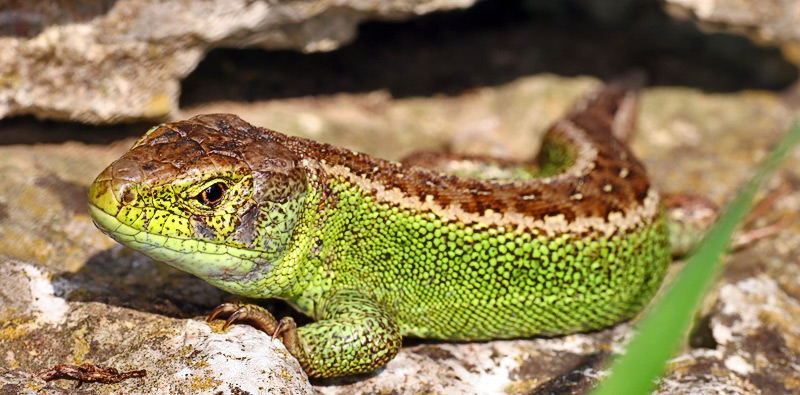
Zauneidechse

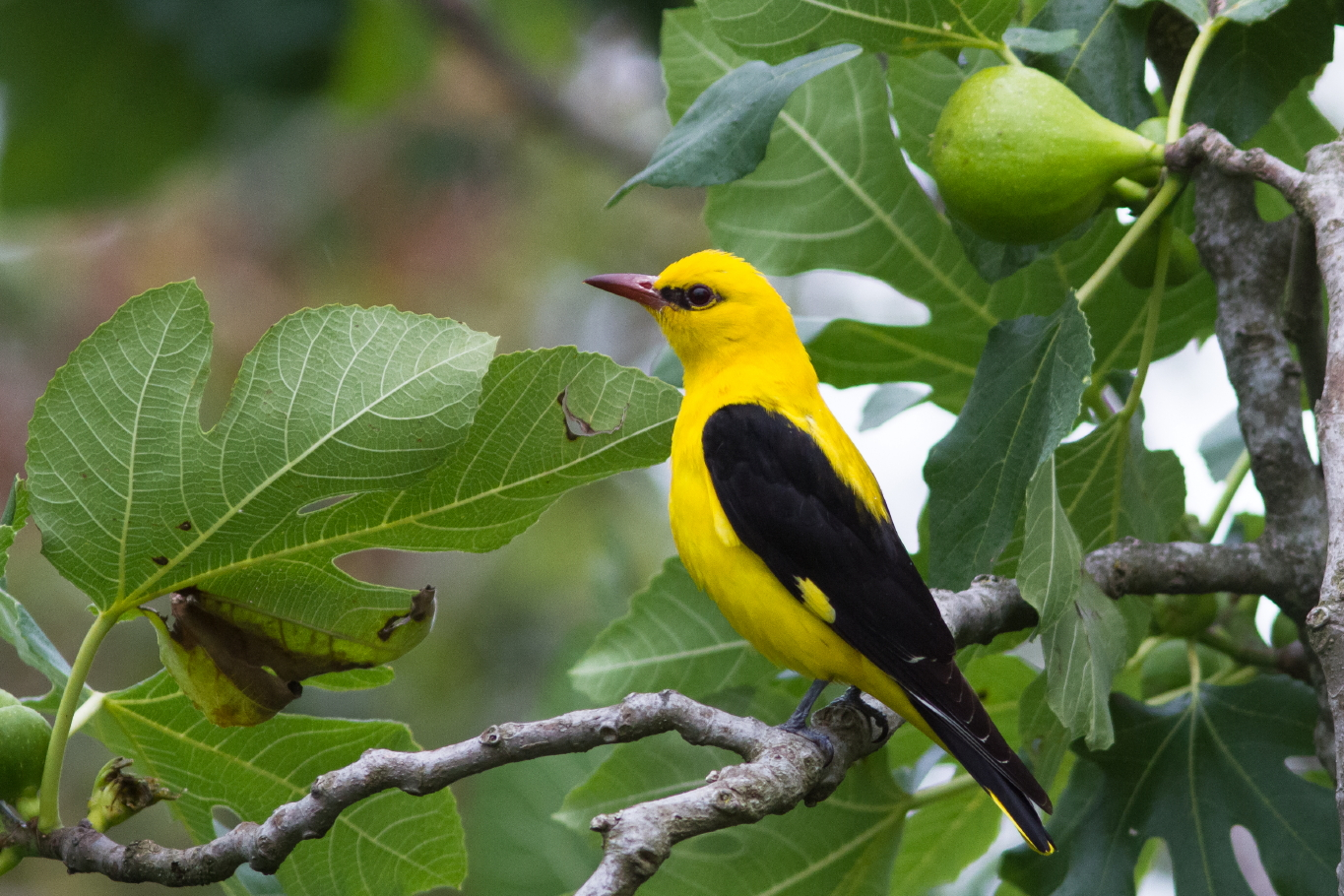
Pirol

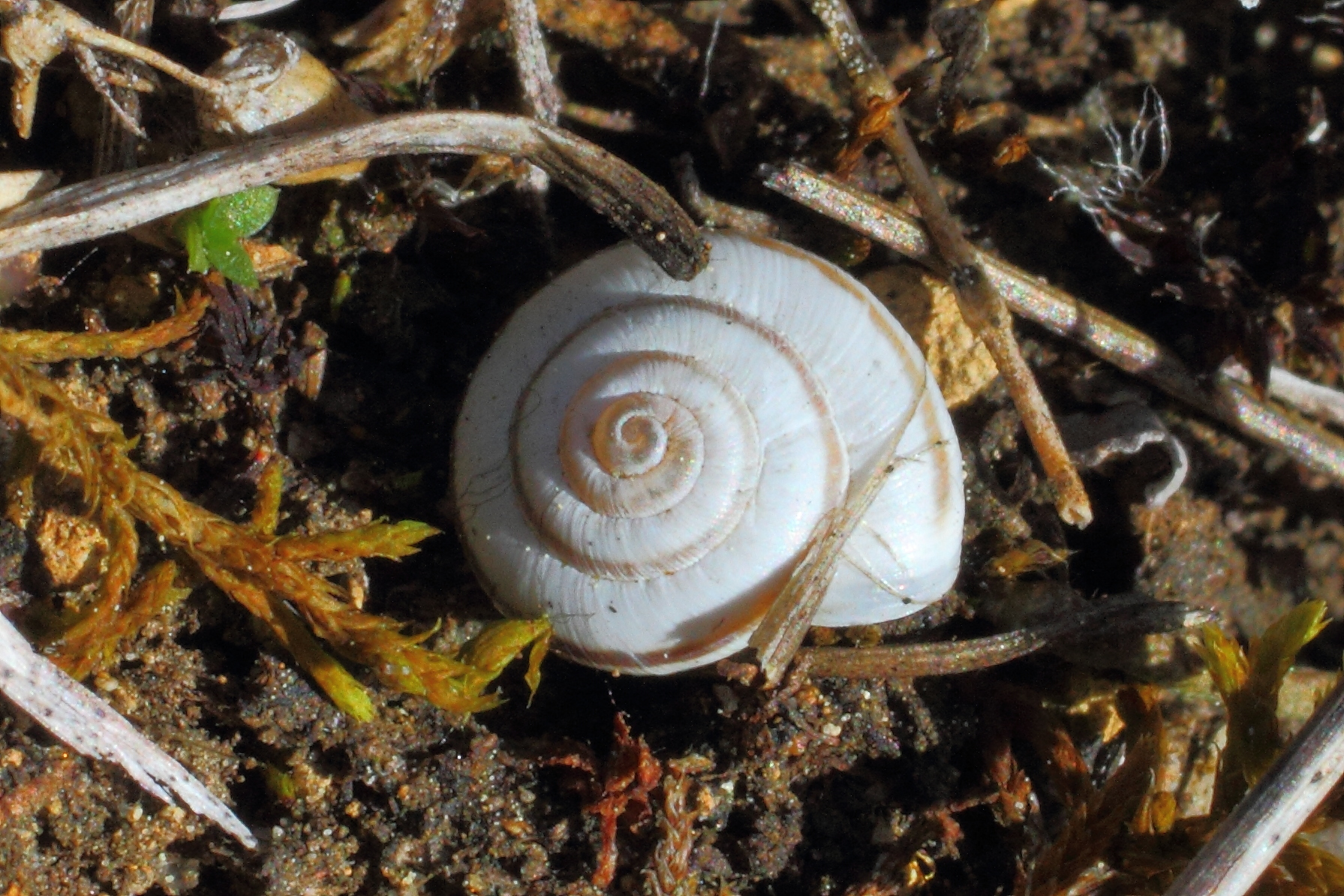
Quendelschnecke

| Hautflügler (Hymenoptera) Andrena polita Lasioglossum lativentre Lasioglossum nigripes Nomada pleurosticta Rotes Schneckenhausbienchen (Osmia andrenoides) Sand-Blattschneiderbiene (Megachile maritima) Heuschrecken (Orthoptera) Blauflügelige Ödlandschrecke (Oedipoda caerulescens) Italienische Schönschrecke (Calliptamus italicus) Rotflügelige Ödlandschrecke (Oedipoda germanica) Verkannter Grashüpfer (Chorthippus mollis) Westliche Beißschrecke (Platycleis albopunctata) Netzflügler (Neuroptera) Geflecktflüglige Ameisenjungfer (Euroleon nostras) Libellen-Schmetterlingshaft (Libelloides coccajus) | Reptilien (Reptilia) Blindschleiche (Anguis fragilis) Mauereidechse (Podarcis muralis) Schlingnatter (Coronella austriaca) Zauneidechse (Lacerta agilis) Schmetterlinge (Lepidoptera) Kleiner Sonnenröschen-Bläuling (Aricia agestis) Rotklee-Bläuling (Polyommatus semiargus) Russischer Bär (Callimorpha quadripunctaria) Schwalbenschwanz (Papilio machaon) Schwefelvögelchen (Heodes tityrus) Vögel (Aves) Berglaubsänger (Phylloscopus bonelli) Dorngrasmücke (Sylvia communis) Neuntöter (Lanius collurio) Pirol (Oriolus oriolus) Wendehals (Jynx torquilla) Schnecken (Gastropoda) Quendelschnecke (Candidula unifasciata) |